# Décès en 1160
Décès
- 1156
- 1157
- 1158
- 1159
- 1160
- 1161
- 1162
- 1163
- 1164

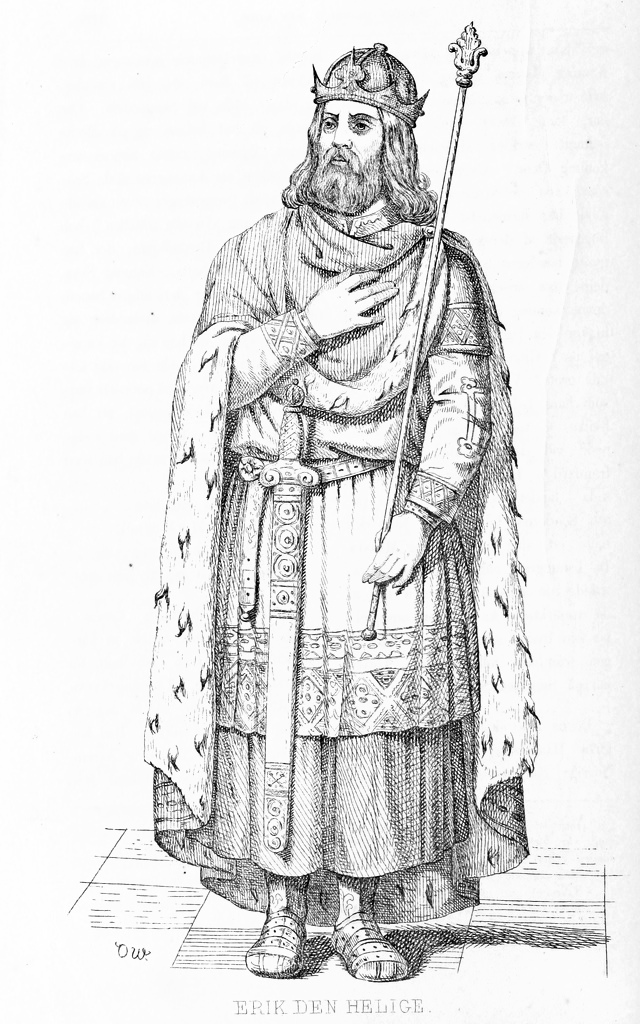
Éric IX de Suède, mort en 1160.

Cette page dresse une liste de personnalités mortes au cours de l'année 1160 :
- 16 janvier : Hermann III de Bade, margrave de Bade.
- 23 janvier : Fujiwara no Michinori, poète et moine bouddhiste.
- 11 février : Minamoto no Yoshitomo, gouverneur de la province de Shimotsuke (nord de Tōkyo) ainsi que capitaine des écuries de la gauche.
- 18 mars[1] : Ibn al-Qalanissi, chroniqueur arabe, à Damas (né en 1073).
- 16 avril : Raimon de Montredon, ancien chanoine de Nîmes, puis archidiacre de Béziers, évêque d’Agde et archevêque d'Arles.
- 12 mai : Othon III de Moravie, duc d'Olomouc.
- 16 mai : Ubaldo Baldassini, évêque de Gubbio, en Ombrie.
- 18 mai : Éric IX de Suède, roi de Suède.
- 24 juin : Arnold von Selenhofen, archevêque et prince-électeur de Mayence.
- 25 juin : Jean d'Espagne, fondateur de la Chartreuse du Reposoir (Faucigny).
- 6 ou 7 juillet : Sophie de Winzenbourg, première femme margrave de Brandebourg.
- 20 juillet : Pierre Lombard, théologien italien et évêque de Paris (né à Novare, v. 1100). Ses Quatre Livres des sentences sont devenus le texte théologique de référence du Moyen Âge (160 éditions de 1450 à 1500, best-seller des incunables).
- août : Niklot, prince des Obodrites des Chizzinites et des Cirpanites, seigneur de Schwerin.
- 2 octobre[2] : Ibn Quzman, poète cordouan (né en 1078).
- 4 octobre : Constance de Castille, seconde épouse de Louis VII.
- 10 novembre : Maion de Bari, troisième grand amiral du royaume normand de Sicile.
- 22 décembre : Fujiwara no Nariko, impératrice consort de l'empereur Toba du Japon.

- Al-Faiz, 13e calife Fatimide et 23e Imam Hafizzi.
- Conrad II de Znojmo, duc de Znojmo en Moravie.
- Dharanindra Varman II, roi de l'Empire khmer.
- Frédéric Ier de Ferrette, comte de Ferrette et d'Altkirch.
- Fujiwara no Nobuyori, régent durant la rébellion de Heiji.
- Géraud III d'Armagnac, comte d'Armagnac et de Fezensac.
- Guillaume FitzAlain, seigneur d'Oswestry, shérif du Shropshire.
- Henri de Huntingdon, historien anglo-normand et archidiacre de Huntingdon.
- Hugues Ier de Roucy, comte de Roucy.
- Hugues Primat, poète latin.
- Jabir Ibn Aflah, mathématicien et astronome andalou.
- Madog ap Maredudd, dernier souverain à régner sur l'ensemble du royaume de Powys.
- Mathieu Ier de Montmorency, seigneur de Montmorency, d'Écouen, de Marly-le-Roi, de Conflans-Sainte-Honorine et d'Attichy.
- Minamoto no Yoshitomo, héros du clan Minamoto dans le Heiji monogatari et le Hōgen monogatari.
- Minamoto no Yoshihira, guerrier du clan Minamoto qui participe à la rébellion de Heiji.
- Al-Muqtafi, calife abbasside de Bagdad.
- Rainier de Pise, troubadour italien.
- Rosalie de Palerme, patronne de la ville de Palerme en Italie et de la ville de El Hatillo au Venezuela.
- Hélène de Skövde, sainte patronne de Skövde en Suède ainsi que de l'église de Ränneslöv.

date incertaine (vers 1160)
- Adélard de Bath, savant et enseignant anglais, arabophile (voire traducteur de l'arabe), philosophe, mathématicien et naturaliste, moine bénédictin.

## Crédit d'auteurs
- Cet article est partiellement ou en totalité issu de l'article intitulé « 1160 » (voir la liste des auteurs).